# Malutinisuchus
Malutinisuchus is een geslacht van uitgestorven archosauromorfe reptielen. Het geslacht werd in 1986 benoemd met de beschrijving van de typesoort Malutinisuchus gratus. Malutinisuchus is bekend uit het Midden-Trias uit het Ladinien in de plaatsen Bukobay en Rassypnaya in de oblast Orenburg, Rusland. In Rusland worden afzettingen van deze leeftijd verwezen naar de Bukobay Gorizont.
Het holotype is PIN 4188/125, een halswervel. Andere halswervels en delen van de ledematen zijn toegewezen.
Malutinisuchus werd ongeveer een halve meter lang.
Malutinisuchus is wel in de Protorosauria geplaatst maar dat is onzeker.